# Даґмар Нормет
Даґмар Нормет (ест. Dagmar Normet, при народжені та до 1940 Даґмар Рубінштейн, в 1940–1945 Даґмар Ранда, ісп. Dagmar Rubinstein, Dagmar Randa; *13 лютого 1921, Таллінн — †16 жовтня 2008, Таллінн) — естонська письменниця та перекладачка.

## Твори
- «Maalesõit» (1948)
- «Me ehitame maja» (1957)
- «Vöödiline hobune» (Play 1968)
- «Lo Tui» (Essay; 1973)
- «Delfiinia» (1975)
- «Suur saladus» (Radio drama; 1977)
- «Une-Mati, Päris-Mati ja Tups» (1979)
- «Kümme ust» (1985)
- «Une-Mati rannakülas» (1986)
- «Ernst Idla — võlur Tallinnast» (1991)
- «Naeratuste vikerkaar» (1992)
- «Lõvi ja lohe» (1993)
- «Avanevad uksed» (2001)
- «… ainult võti taskus» (2004)